# Никола Кохлан
Никола Мери Кохлан (енгл. Nicola Mary Coughlan; Голвеј, 9. јануар 1987) ирска је глумица. Кохланова је најпознатија по улогама Клер Девлин у серији Девојке из Дерија и Пенелопе Федерингтон у серији Бриџертон.